# Argentinische Badmintonmeisterschaft 1995
Die Argentinische Badmintonmeisterschaft 1995 fand vom 14. bis zum 16. Oktober 1995 in Merlo statt. 

## Titelträger
| Disziplin    | Sieger                           |
| ------------ | -------------------------------- |
| Herreneinzel | Jorge Meyer                      |
| Dameneinzel  | Alice Garay                      |
| Herrendoppel | Jorge Meyer Alejandro Meyer      |
| Damendoppel  | Roswitha Szczepanski Alice Garay |
| Mixed        | Alejandro Meyer Alice Garay      |